# 艾瑪 (伊利諾伊州)
艾瑪（英語：Emma）是位於美國伊利諾伊州懷特縣的一個非建制地區。該地的面積和人口皆未知。

## 地理
艾瑪的座標為37°58′29″N 88°07′13″W / 37.97472°N 88.12028°W，而該地的平均海拔高度為112米（即367英尺）。